# Puig de la Costa (Cantallops)
El Puig de la Costa és una muntanya de 199 metres que es troba al municipi de Cantallops, a la comarca catalana de l'Alt Empordà.